# Ойдермаа, Антс
Антс Ойдермаа (эст. Ants Oidermaa), при рождении Ханс Ойдерманн (эст. Hans Oidermann; 20 ноября 1891 — 1941) — эстонский журналист и политик.

## Биография
Учился в Санкт-Петербургском университете на факультете философии (1912—1914).
В 1914 году ушёл добровольцем в армию, окончил военное училище и получил офицерское звание. Воевал в Первую мировую войну и Гражданскую войну в России против Красной Армии.
В 1920 году, после окончания гражданской войны в России, вернулся в Эстонию, в 1922—1927 годах работал в качестве дипломата (в 1926—1927 представителем в Литве).
Председатель Крестьянской партии (1927—1935), главный редактор газеты «Kaja» (1931—1934).
Член центрального правления Патриотического союза в 1935—1940 годах, руководитель государственной службы пропаганды в 1935—1937, главный редактор газеты «Uus Eesti» в 1937—1939 годах, министр (руководитель Государственной службы пропаганды и информации) в 1939—1940 годах в правительстве Карела Ээнпалу и правительстве Юри Улуотса.
Был арестован в декабре 1940 года в Аэгвийду, где скрывался от советской власти. Приговорен к смертной казни 2 июля 1941 года в Таллинне, расстрелян в этом же году.

## Награды
- 1938 — Орден Белой звезды II класса